# Banco de leite

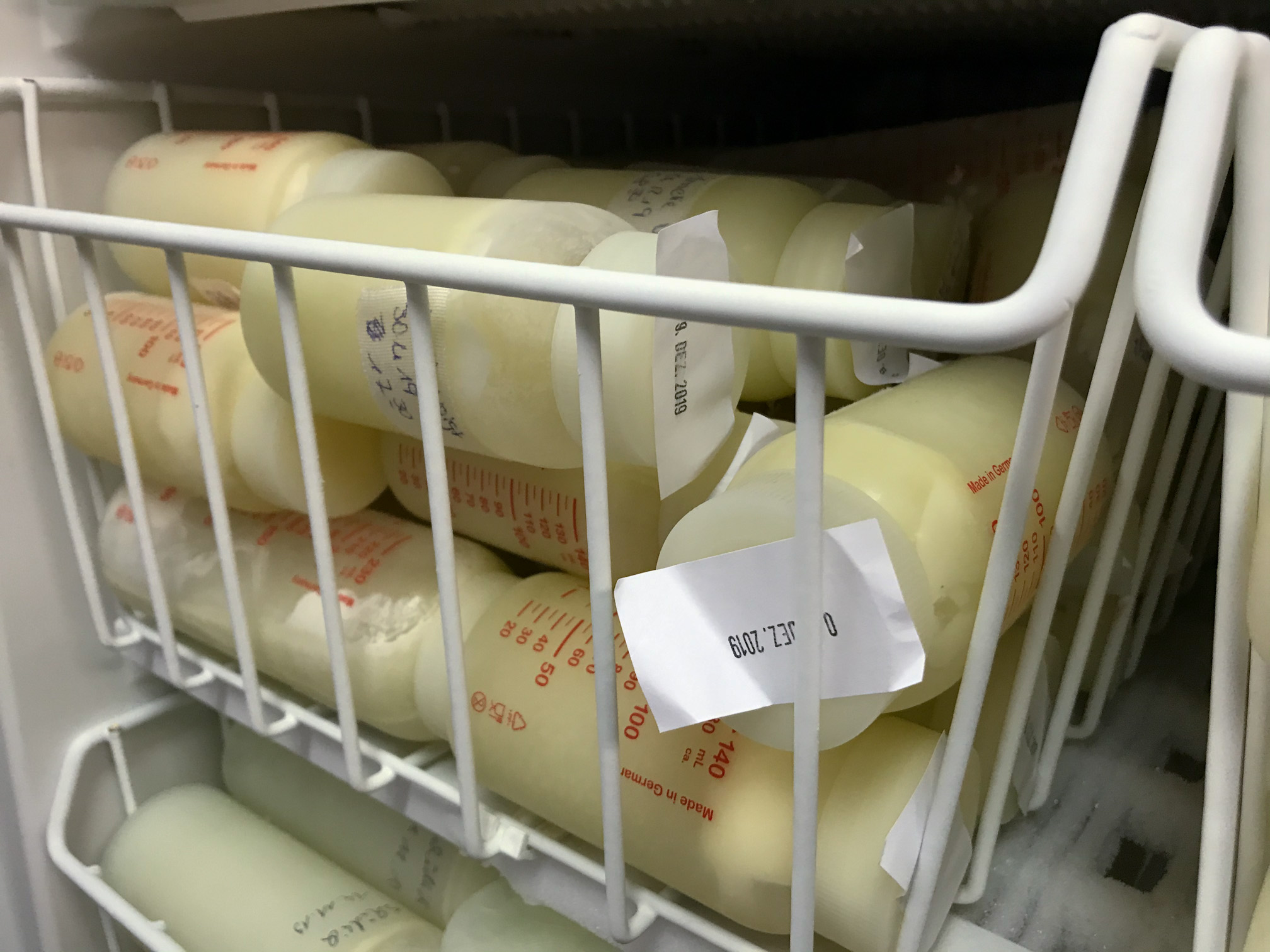
⠀⠀⠀⠀⠀

Um banco de leite, também conhecido como banco de leite materno e banco de leite humano, é uma instituição de saúde com um local, dedicada a coletar, analisar, armazenar, preservar e entregar leite materno doado, e assim mesmo, realiza trabalhos de investigação, educação, informação e aconselhamento sobre o aleitamento materno. Por outro lado, chama-se também banco de leite às reservas preparadas com seu próprio leite pelas mães que estão amamentando.
Análise de leite materno
Todo leite materno recebido no Banco de Leite Humano deve passar por rigorosos processos de classificação e seleção. Nos quais se abordam o grau de sujidade, coloração, off- flavor e acidez de Dornic que compreende ainda, valores energéticos determinados pelo  crematócrito. Diante disso, as análises de leite materno permitem avaliar e quantificar seu valor tanto nutricional, quanto funcional  em níveis de diferentes concentrações de proteínas, açúcares totais, e/ou gorduras entre outros.
As metodologias utilizadas para avaliar o conteúdo energético do leite humano consistem em centrifugação das amostras de leite e averiguação de quantidade de gordura presentes em amostras de lei cru e leite congelado. logo, devev avaliar :cor do leite ordenhado, sujidade de leite ordenhado, liofilização do leite humano ordenhado,  microbiota do leite humano ordenhado,Off-flavor, pasteurização do leite humano ordenhado e valor biológico do leite. Em caso, amostras com desvio de padrão as amostras são descartadas. Normalmente o leite humano é livre de microrganismos patogênicos e é de suma importância que permaneça assim até ser consumido pelo recém-nascido. Todavia, falhas de biossegurança podem influenciar na presença de contaminantes no leite materno. Diante disso, a presença de sujidades e aumento da acidez de Dornic, decorrem destas de práticas errôneas de biossegurança. 